# برنامه شباهنگ
برنامهٔ شباهنگ (در انگلیسی: Late Edition) نام برنامه‌ای تلویزیونی به زبان فارسی است که هر شب از بخش فارسی تلویزیون صدای آمریکا (VOA) پخش می‌شود. این برنامه به موضوعاتی همچون خبر، ورزش، مد، سینما و موسیقی می‌پردازد.
شباهنگ، هفت روز هفته از ساعت ۱۰ تا ۱۱ شب به وقت تهران و ۲:۳۰ تا ۳:۳۰ بعد از ظهر به وقت واشینگتن، به صورت زنده پخش می‌شود.
لونا شاد از مجریان این برنامه به دلیل آنچه که آن را «مدیریت غلط و اعمال تبعیض میان کارمندان» خواند از صدای آمریکا جدا شد. در حال حاضر بهنود مکری، پریسا فرهادی و سارا دهقان گردانندگان این برنامه هستند.